# Satyaraja Dasa
Satyaraja Dasa (né en 1955 aux États-Unis dans un ghetto de Cleveland),dont le nom de naissance est Steven J. Rosen, est un disciple afro-américain initié par A. C. Bhaktivedanta Swami Prabhupada, fondateur du mouvement Hare Krishna, après des études à l'université de Princeton. Il est le fondateur de l'édition The Journal of Vaishnava Studies, soit le Journal des études vaishnava. Il est aussi l'éditeur associé de Back to Godhead, le magazine du mouvement Hare Krishna. 
Satyaraja Dasa est l'auteur de vingt livres sur le Vaishnava et sujets similaires, comme Vaishnavi: Women and the Worship of Krishna (1996); Gita on the Green: The Mystical Tradition Behind Bagger Vance (2000); Holy War: Violence and the Bhagavad Gita Satyaraja Dasa a pris une position très forte sur la nécessité du végétarisme et a écrit Diet for Transcendence: Vegetarianism and the World Religions (1997, previously published as Food for the Spirit) et Holy Cow: The Hare Krishna Contribution to Vegetarianism and Animal Rights (2004), tandis qu'il a systématiquement expliqué la pratique du végétarisme à travers différents groupes religieux, comme dans le christianisme, l'Islam, la Jaïnisme, le Bouddhisme, l'Hindouisme et le Judaisme, avec une attention spéciale sur les traditions indiennes.